# Riskau
Riskau ist ein Ortsteil der Stadt Dannenberg (Elbe) in der Samtgemeinde Elbtalaue im Landkreis Lüchow-Dannenberg in Niedersachsen.
Das Dorf liegt vier Kilometer nordwestlich vom Kernbereich von Dannenberg, nördlich der B 216. 
In Riskau hat der Streetzer Mühlenbach, ein linker Nebenfluss der Jeetzel, seine Quelle.

## Geschichte
Am 1. Juli 1972 wurde Riskau in die Stadt Dannenberg (Elbe) eingegliedert.